# Panamerikanische Spiele 2015/Leichtathletik – Stabhochsprung der Frauen

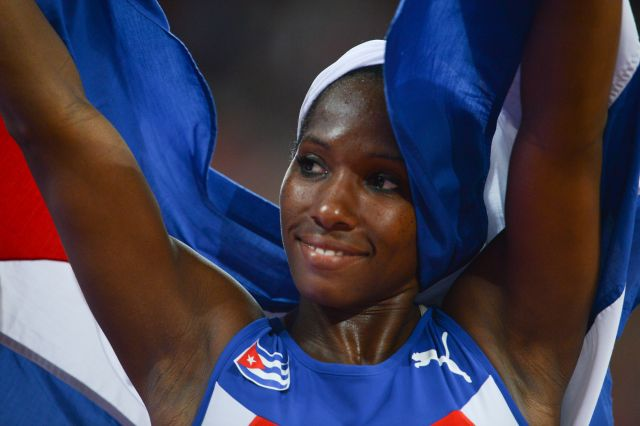
Die Siegerin Yarisley Silva (2015)

Der Stabhochsprung der Frauen bei den Panamerikanischen Spielen 2015 fand am 23. Juli im CIBC Pan Am und Parapan Am Athletics Stadium in Toronto statt.
Zehn Stabhochspringerinnen aus sieben Ländern nahmen an dem Wettbewerb teil. Die Goldmedaille gewann Yarisley Silva mit 4,85 m, was auch ein neuer Rekord der Panamerikanischen Spiele war. Silber ging an Fabiana Murer mit 4,80 m und die Bronzemedaille gewann Jenn Suhr mit 4,60 m.

## Rekorde
Vor dem Wettbewerb galten folgende Rekorde:
| Weltrekord        | Jelena Issinbajewa | 5,06 m | Weltklasse Zürich (IAAF Diamond League), Schweiz | 28. August 2009  |
| Rekord der Spiele | Yarisley Silva     | 4,75 m | Panamerikanische Spiele in Guadalajara, Mexiko   | 24. Oktober 2011 |

## Ergebnis
23. Juli 2015, 17:55 Uhr
| Platz | Athletin             | Land               | 4,00 | 4,15 | 4,30 | 4,40 | 4,50 | 4,60 | 4,65 | 4,70 | 4,75 | 4,80 | 4,85 | 4,91 | Höhe (m) |
| ----- | -------------------- | ------------------ | ---- | ---- | ---- | ---- | ---- | ---- | ---- | ---- | ---- | ---- | ---- | ---- | -------- |
|       | Yarisley Silva       | Kuba               | –    | –    | –    | –    | o    | o    | –    | o    | xo   | o    | xxo  | x–   | 4,85 PR  |
|       | Fabiana Murer        | Brasilien          | –    | –    | –    | –    | o    | o    | –    | o    | xx–  | o    | xxx  |      | 4,80 =SB |
|       | Jenn Suhr            | Vereinigte Staaten | –    | –    | –    | –    | xo   | o    | xxx  |      |      |      |      |      | 4,60     |
| 4     | Demi Payne           | Vereinigte Staaten | –    | –    | –    | o    | o    | x–   | xx   |      |      |      |      |      | 4,50     |
| 5     | Kelsie Ahbe          | Kanada             | –    | o    | o    | o    | xxx  |      |      |      |      |      |      |      | 4,40     |
| 6     | Robeilys Peinado     | Venezuela          | o    | xo   | xxo  | xo   | xxx  |      |      |      |      |      |      |      | 4,40     |
| 7     | Mélanie Blouin       | Kanada             | –    | o    | xxx  |      |      |      |      |      |      |      |      |      | 4,15     |
| 7     | Karla Rosa da Silva  | Brasilien          | o    | o    | xxx  |      |      |      |      |      |      |      |      |      | 4,15     |
| 9     | Valeria Chiaraviglio | Argentinien        | o    | xo   | xxx  |      |      |      |      |      |      |      |      |      | 4,15 SB  |
| 10    | Diamara Planell      | Puerto Rico        | xo   | xo   | xxx  |      |      |      |      |      |      |      |      |      | 4,15     |

Zeichenerklärung:
– = Höhe ausgelassen, x = Fehlversuch, o = Höhe übersprungen